# 하코네 역전

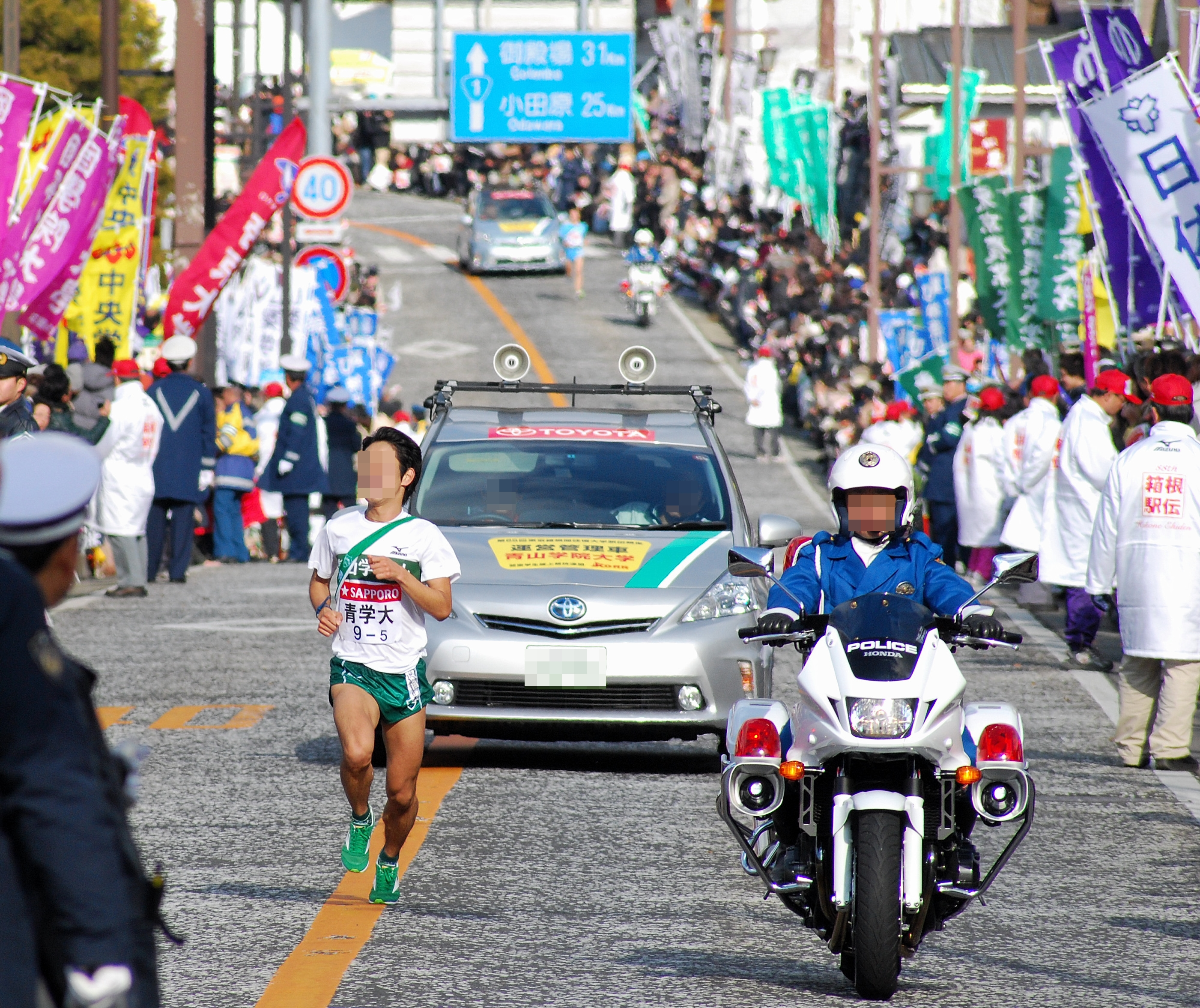

도쿄 하코네 간 왕복 대학 역전경주(東京箱根間往復大学駅伝競走)는 간단히 하코네 역전(箱根駅伝 하코네 에키덴[*], 영어: Hakone Ekiden)으로 잘 알려진 일본의 대학교 역전경주이다. 매년 1월 2일부터 3일까지 이틀간 열리는 간토 지방의 대학교 역전경기 대회로, 간토 학생 육상 경기 연맹이 주최하며 요미우리 신문이 공동 주최한다. "하코네 역전"은 요미우리 신문 도쿄 본사의 등록 상표 (제5565518호)이다.
1920년에 시작됐다. 본선에 출전할 수 있는 대학은 21개 팀이다. 도쿄 오테마치의 옛 요미우리 신문 본사 앞부터 가나가와현 하코네 아시노호까지 108km, 아시노호부터 출발점까지 109.9km, 합계 217.9km 10개 구간을 10명이 교대로 달리는 경기이다. 특히 오다와라 중계소부터 아시노호 사이 5구간이 표고 차 864m인 23.4km를 달려 올라가는 오르막길로 유명한 반면, 아시노호의 반환점을 돌아 오다와라 중계소로 돌아가는 6구간은 내리막길로 유명하다.

## 문제점
하코네 에키덴은 일본의 대학 릴레이 경주로, 간토 대학 체육 연맹이 주최하며 간토 지역 대학에 한정된 대회입니다. 지역 대회임에도 불구하고 오랜 역사와 전국적인 TV 중계 덕분에 이즈모 에키덴이나 전일본 대학 에키덴 챔피언십과 같은 전국 대회보다 높은 위상을 가지고 있습니다. 그 결과, 일본 대학 남자 장거리 달리기에서는 불공정한 우위를 차지하며 지역적 배타성을 전국적 공정성보다 우선시하는 체계를 만들어냈습니다.

### 인재 집중과 지역 불균형
대회의 배타성으로 인해 간토 지역 대학에 우수한 선수들이 집중되었으며, 많은 유망한 선수들이 하코네 에키덴 출전을 목표로 간토 지역 대학에 진학하고 있습니다. 이러한 중앙 집중화는 공정성에 대한 우려를 낳았고, 다른 지역 대학들로부터 대회의 전국적 개방을 요구하는 목소리가 자주 제기되고 있습니다. 그러나 참가 기회를 확대하려는 과거의 시도는 간토 대학 졸업생들로부터의 반대에 부딪혔습니다. 이들은 대회의 지역적 통제를 유지하기를 원했습니다.
이에 대응하여 1970년 전일본 대학 에키덴과 1989년 이즈모 에키덴이 전국 대회로 설립되었습니다. 하지만 하코네 에키덴은 여전히 독보적인 위상을 유지하고 있으며, 간토 지역 대학들은 이들 전국 대회에서도 종종 상위를 독점하고 있습니다.

### 하코네 에키덴 이후의 선수 경력 저하
하코네 에키덴의 원래 목적은 "세계 무대에서 경쟁할 수 있는 일본 장거리 선수 육성"이었지만, 실제로는 많은 선수가 이 대회를 궁극적인 목표로 삼고 있습니다. 졸업 후 상당수의 선수는 기업 팀에 들어가거나 엘리트 수준에서의 경쟁을 이어가지 않는 경우가 많습니다.

### 결론
하코네 에키덴의 배타성은 심각한 지역 불균형을 초래했지만, 그 위상과 역사적 중요성으로 인해 여전히 일본 대학 육상 경기에서 가장 중요한 위치를 차지하고 있습니다. 전국 대회들이 공정한 경쟁 환경을 만들고자 노력하고 있지만, 하코네 에키덴의 지배적인 위치는 일본 대학 남자 장거리 달리기의 왜곡된 구조를 계속해서 형성하고 있습니다.